# 氰酸钠
氰酸钠，化学式NaOCN。

## 性质
氰酸钠是一种白色或灰白色结晶粉末，易溶于水，微溶于液氯及乙醇、乙醚和苯等有机溶剂。干燥状态下稳定，但在热水中易水解，生成碳酸铵、碳酸钠及尿素。加热至500°C以上亦会分解。在镍和铁催化下，在真空中于700°C分解为碳酸钠、氰化钠、二氧化碳和氮气。遇酸产生异氰酸。

## 制备
由尿素与碳酸钠按2.47:1的摩尔配比在高温下（130～150°C）反应而得。
{\displaystyle {\rm {\ 2(NH_{2})_{2}CO+Na_{2}CO_{3}\rightarrow 2NaOCN+2NH_{3}\uparrow +H_{2}O+}}}{\displaystyle {\rm {\ CO_{2}\uparrow }}}

## 用途
用作有机合成原料。